# Original Dixieland Jazz Band

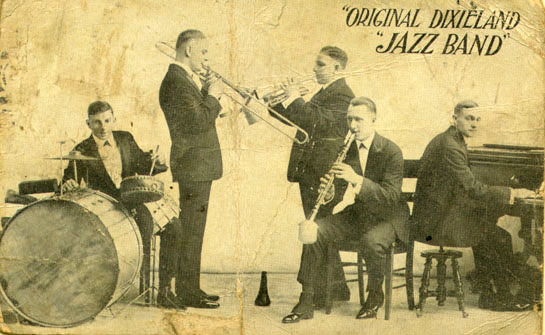
Original Dixieland Jazz Band på ett reklamvykort från 1918. Från vänster Tony Sbarbaro (Spargo), Edwin "Daddy" Edwards, D. James "Nick" LaRocca, Larry Shields och Henry Ragas.

Original Dixieland Jazz Band (ursprungligen  Original Dixieland Jass Band , i jazzkretsar ofta förkortat ODJB), tidigt amerikanskt jazzband, vilket 1917 var det första att göra jazzinspelningar på grammofonskiva.

## Bakgrund
ODJB bestod av vita musiker från New Orleans och hade ursprungligen satts samman av trumslagaren Johnny Stein för ett engagemang i Chicago 1916. Utöver Stein själv bestod bandet vid denna tidpunkt av Nick LaRocca (kornett), Eddie Edwards (trombon), Alcide Nuñez (klarinett) och Henry Ragas (piano) och gick under namnet "Stein's Band From Dixie". Man framträdde inledningsvis på Schiller's Café på Chicagos South Side och gjorde stor publiksuccé. Efter bara ett par månader splittrades dock bandet på grund av personliga motsättningar mellan Stein och LaRocca, varvid de övriga musikerna följde med LaRocca. Som ny trumslagagare tog man in Tony Sparbaro (också känd som Tony Spargo). Efter ett tag lämnade även Nuñez bandet - tydligen också efter gräl med den dominante LaRocca - och ersattes av Larry Shields. Shields hade tidigare erfarenhet av att uppträda i norra USA såsom medlem av Brown's Band From Dixieland, vilket 1915 varit det första vita jazzbandet att framträda i Chicago och New York.

## Genombrott och skivdebut

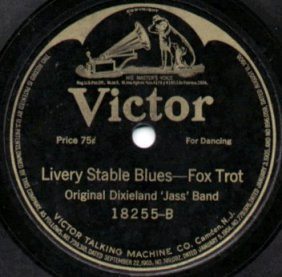
Etiketten till ODJB:s första skiva - och musikhistoriens första jazzinspelning, 1917.

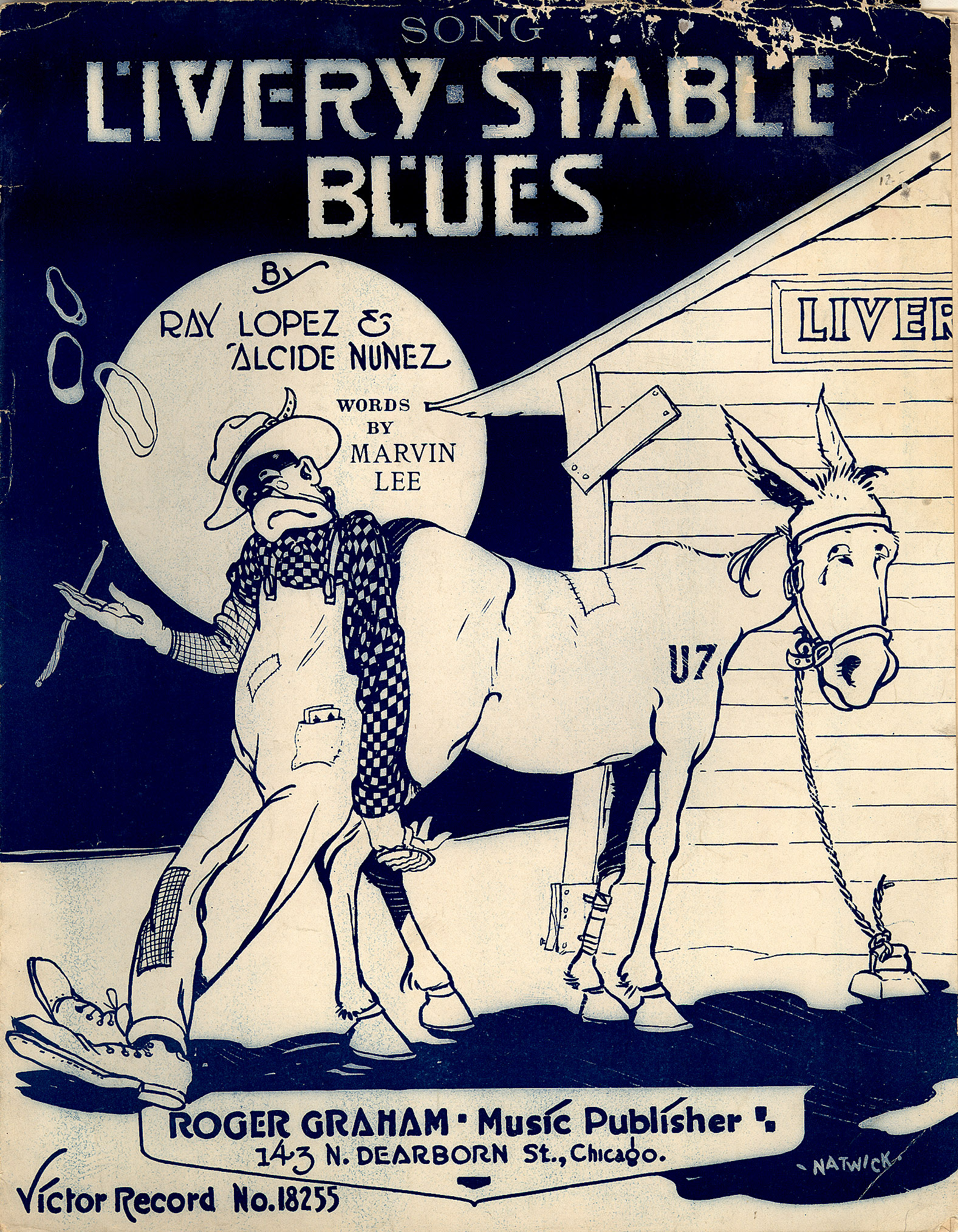
Omslaget till notutgåvan av "Livery Stable Blues", en av de första melodier ODJB spelade in och föremålet för den första upphovsrättsstriden inom jazzen.

Med denna sättning lyckades ODJB, bland annat genom rekommendationer från en av tidens populäraste sångare, Al Jolson, i januari säkra ett engagemang på det fashionabla Reisenweber's Café i New York. Här gjorde bandet ännu större succé än i Chicago och som en följd kontaktades man av två av de ledande skivbolagen. Först ut var Columbia vars provinspelningar med bandet dock aldrig gavs ut. Det blev i stället rivalen Victor som först fick skörda de kommersiella framgångarna med ODJB på skiva. Debutinspelningarna gjordes den 26 februari 1917 med titlarna Livery Stable Blues och Dixie Jass Band One-Step (senare känd som Original Dixieland One-Step), vilka gavs ut på Victor 18255 i mars samma år. Försäljningsframgången blev stor och omedelbar (skivan påstås ha sålts i mer än 1 miljon exemplar, men all försäljningsstatistik från denna tid är osäker). Bandet marknadsfördes som "The Creators of Jazz" och i sin katalog för mars 1917 presenterade Victor deras första inspelningar med orden:
"Jassbandet är den allra senaste utvecklingen inom musiken. Det har tillräcklig styrka och genomslagskraft för att ingjuta nytt liv i en mumie, och kommer att hålla vanliga mänskliga dansande på fötterna till frukostdags."

## Upphovsrättsproblem och skivbolagsbyten
Framgångarna med ODJB:s första skivor ledde dock även till legala problem. Victor hade missat att låta förlägga Livery Stable Blues med följden att bandets före detta klarinettist Nuñez tog tillfället i akt att tillsammans med kornettisten Ray Lopez låta förlägga melodin med sig själva angivna som upphovsmän. ODJB kontrade med att dels förlägga samma melodi på ett annat förlag men under namnet Barnyard Blues, dels genom att stämma Nuñez och Lopez på 10 000 dollar. Rättegången varade i tio dagar och gav stort eko i pressen, men slutade i oavgjort. Domaren konstaterade helt enkelt att turerna kring melodins uppkomst var så oklara att ingen kunde göra anspråk på upphovsrätten.
En annan följd av upphovsrättsbråket blev att ODJB tillfälligt bröt sitt samarbete med Victor. I stället återvände man först i maj 1917 till Columbia och gjorde två sidor där. Columbia lät dock inte bandet spela in sina egna kompositioner och man tecknade därför i stället ett sex månaders kontrakt med det mindre skivbolaget Aeolian Vocalion och för detta spelade bandet in de äldsta versionerna av några av sina mest kända kompositioner: Tiger Rag och At The Jazz Band Ball. Dessa skivor gjordes dock med den ovanligare vertikala inspelningstekniken (se artikeln 78-varvare), vilken strax därefter övergavs, och är i dag mycket ovanliga. I mars 1918 återvände man så till Victor och gjorde en lång rad klassiska inspelningar här, bland annat nya versioner av Tiger Rag och At The Jazz Band Ball. Bland övriga titlar vilka kommit att bli "standards" inom jazzen kan nämnas Bluin' The Blues, Sensation Rag och Clarinet Marmelade. De flesta av dessa titlar var i praktiken kollektiva kompositioner av hela bandet, men man fördelade i flera fall upphovsrätten genom att dra lott inom kvintetten!

## Englandsturné
I april 1919 seglade ODJB till England där bandet bokats för att framträda i revyn Joy Bells. Vid denna tidpunkt hade Edwards inkallats till armén och ersattes av Emile Christian. Pianisten Ragas hade ryckts bort under den stora influensaepidemin 1919 och ersattes först av ragtimekompositören J. Russel Robinson, senare av engelsmannen Billy Jones, som därvid torde ha blivit den förste brittiske jazzmusikern.
Framkommet till London stötte bandet på motstånd. Stjärnan i Joy Bells, komikern George Robey, ansåg att det stal för mycket av publikens uppmärksamhet och hotade att hoppa av om inte amerikanerna lyftes bort från programmet. De bokades i stället för att spela till dans på London Palladium och blev här kvar desto längre: 15 månader. Under denna tid hann orkestern också uppträda för kung George V på Buckingham Palace samt göra skivinspelningar för brittiska Columbia.

## Bandet upplöses...
I juli 1920 återvände ODJB till USA och återförenades med sin ordinarie trombonist Edwards (Emile Christian stannade kvar i Europa och gjorde senare under 1920-talet bland annat inspelningar med Tom Walthams orkester i Paris och med Lud Gluskin i Berlin).  Återkomna upptäckte man dock att den långa bortovaron gjort att man hunnit tappa i popularitet på hemmaplan. Därtill hade jazzen hunnit förändras. Den råa, vilda stil, nästan helt byggd på kollektiv improvisation, som ODJB slagit igenom med hade fått ge vika för en mer sofistikerad, arrangerad stil, såsom Paul Whitemans. Victor, med vilka nu ODJB återupptog sitt samarbete, ville anpassa bandet efter dessa nya trender och tvingade det bland annat att addera en saxofonist, Bennie Krueger, till den ursprungliga sättningen. Bandet fick också allt mindre spela in egna kompositioner utan förelades olika samtida "hits". Detta hindrade inte att en del klassiska inspelningar tillkom även under denna tid, inte minst bandets version av W.C. Handys St. Louis Blues (maj 1921) där Larry Shields tar ett 24 takters solo, vilket troligen är ett av de allra första riktiga improviserade jazzsolona på skiva över huvud taget.
Skivförsäljningen och antalet inspelningstillfällen sjönk dock, och 1922 lämnade ODJB Victor och övergick till bolaget Okeh. Här gjorde man dock bara fyra utgivna inspelningar varefter bandet försvann helt från skivmarknaden. "Live" strävade LaRocca som ledare vidare med bandet (vilket nu bytt åtskilliga av de övriga medlemmarna; bland annat hade Frank Signorelli trätt in som ny pianist) fram till november 1924 (enligt vissa uppgifter januari 1925) då han drabbades av ett nervöst sammanbrott och återvände till New Orleans. Såväl Spargo som Edwards fortsatte ett tag att leda varsitt band under det gamla namnet men hotades då med stämning av LaRocca som ansåg sig ha upphovsrätten till detta.

## ... och återuppstår
I mitten av 1930-talet innebar den frambrytande swingen också ett förnyat intresse för äldre jazz, och 1936 återförenades samtliga de överlevande originalmedlemmarna i ODJB för en comeback. Man framträdde dels i den gamla kvintettsättningen (och gjorde stiltrogna nyinspelningar av ett antal av sina klassiska inspelningar från 1910-talet) men också utbyggda till ett helt storband med huvudsakligen yngre musiker, men med Larry Shields som ledande solist. Också denna upplaga av ODJB upplöstes dock efter inre spänningar. Vissa av originalmedlemmarna skulle dock återförenas för ytterligare inspelningar under det gamla orkesternamnet även under 1940-talet, då förstärkta med yngre musiker som Brad Gowans och Eddie Condon. Den ende av gruppmedlemmarna som medverkade på samtliga ODJB-inspelningar under 78-varvareran är dock trumslagaren Tony Sbarbaro.
På 1990-talet grundade Nick LaRoccas son, trumpetaren Jimmy LaRocca (född 1939) ett band under samma namn, som fortsätter traditionen och spelar samma typ av musik. Gruppen har turnerat både i Europa och Japan, och uppträdde i början av 2000-talet både i Sverige och Finland. Det "nya" ODJB har också gett ut flera CD:n.